# サイコダイバー・シリーズ
『サイコダイバー・シリーズ』は、『魔獣狩り（淫楽編）』から始まる夢枕獏のSF小説およびそこから派生した作品の総称。作品タイトルのほとんどが『魔獣狩り』の名前を冠するので、別名『魔獣狩りシリーズ』とも呼ばれる。
小説は作者自ら、「この物語は面白い」と熱く語る代表作にして自信作である。作者の得意分野である伝奇小説・格闘ものの要素が取り込まれている。

## サイコダイブとサイコダイバー
この作品の中核となるアイディアはサイコダイブである。これは、人の精神に潜り込み（ダイブし）、対象の持つ記憶情報を入手すること、対象の隠されたトラウマを発見すること、そこから派生して精神操作まで行うことが可能という技術である。「テレパシーのような超能力ではなく、素質と専門知識をもった人間が専用の機器を用いて行う科学技術である」という前提と、それなしでサイコダイブを行う天才（あるいは異才）を主人公と規定しているところが作品の特徴となっている。
ただし、夢枕獏の作品にサイコダイバーという職業が登場するのは、『魔獣狩り（淫楽編）』が最初ではない。連載開始（『月刊小説』昭和58年（1983年）2月号「女体暗黒祭」）のほぼ2年半前、『奇想天外』昭和55年（1980年）10月号に掲載された短編「てめえら、そこをどきやがれ」に膛馬明（とうま あきら）というサイコダイバーが登場している（本作は後に、主人公を毒島獣太に変更し、大幅に内容を書き換えた上で『呪禁道士／憑霊狩り』に収録され、サイコダイバー・シリーズの一部となった）。もっとも作者によると、発表は前後したが、書き始めたのは『魔獣狩り（淫楽編）』の方が先だったと言う。ただ、『魔獣狩り（淫楽編）』は途中で詰まって書けなくなってしまい、サイコダイバーというアイデアを流用して、気分転換で「てめえら、そこをどきやがれ」を書いたのだと言う。
なお、サイコダイバーの発想の源は、1978年に第9回星雲賞（日本短編部門）を受賞した小松左京の短編SF小説『ゴルディアスの結び目』に登場したサイコ・デテクティブという職業であり、これからいただいたものだと夢枕獏は述べている。サイコ・デテクティブは、サイコダイバーと同じく、コンバーターと呼ばれる機械を用いて被験者の精神に浸透（インベスティゲイション）する。なお「サイコ・デテクティブ」を自称する主人公が自らの仕事を水槽の汚れを掃除する「潜水夫」みたいなものと説明している。

## 魔獣狩り・ストーリー
3人の男がそれぞれのなりゆきで、邪教「ぱんしがる」に関わる。
この作品は当初、3部作で終わる予定だったらしく、第3巻でひとまず完結している。主人公の一人、文成仙吉は同じ夢枕の小説『闇狩り師』の主人公・九十九乱蔵や『餓狼伝』の主人公・丹波文七などに見られる描写の源流とも言えるキャラクターである（本作の執筆時期はそれらの作品発表よりも早い）。また、同じく主人公の一人である美空もまた、同著者の伝奇小説に度々登場する中性的な美形キャラクターの雛形となっている。

## 魔獣狩りシリーズ登場人物
文成仙吉（ふみなり せんきち）
身長約2mの巨漢。過激派集団から軍資金を強奪し、彼らの追跡を返り討ちにするも、邪教"ぱんしがる"のサバトを偶然目撃してしまう。ぱんしがるの飼い犬である獣人・蟠虎に仲間を殺されたうえ、自分の力を遥かに凌駕する蟠虎に敗れる。生への執着が彼を生かすが、自分を失い、最愛の仲間をも奪われる。やがて彼は失った物全てを取り戻すために、彼は自らの力の源と信じる中国拳法の功夫をつみ、再び蟠虎と戦う決意をする。
九門鳳介（くもん ほうすけ）
飄々としていて掴み所のない男、超A級のもぐり（無免許）のサイコダイバー。自分の興味ある仕事しか請けない。大自然と呼吸を合わせることができる。どんなに窮地に追いやられても、場違いなほどの呑気さを忘れない図太い性格の持ち主。
美空（びくう）
密教の天才僧侶。容姿端麗で拳法や呪法にも美しさをもつ。山を下りた後も高野山に能力を買われ、密命を受けて、あるものの探索をしている。無痛症（先天的に痛みを感じない体質）の持ち主。外伝では単独で主役も張っている。
蟠虎（はんこ）
邪教ぱんしがる（というより猿翁）の作品、秘術により育てられた獣人。巨体にして俊敏。文成の指を食い千切った。
伊羽（いば）
武闘派ヤクザ。暴力団・神明会の構成員。任侠に生きる漢。ぱんしがるの監視役。
氷室犬千代（ひむろ いぬちよ）
暴力団・神明会の武闘派ヤクザ。
氷室兆治（ひむろ ちょうじ）
暴力団・神明会の武闘派ヤクザ。犬千代の弟。
白井完（しらい かん）
暴力団・神明会の幹部。
白井狂風（しらい きょうふう）
暴力団・神明会の会長であり、米国防省と関係がある花房財団を操る。
黒御所（くろごしょ）
ぱんしがるの首領である老人。本名は、石橋輪仁王（いしばし わにおう）。大戦の生き残りで、日本裏社会の黒幕的存在。L.L.Sも裏で操っている。もっとも油断のならない男。
猿翁（えんおう）
黒御所の客人（まれびと）である老拳士。猿の動きを元に、かの孫悟空が編み出したとされる喉拳（こうけん）の達人。猿のように身軽で、その実力は生身の体ひとつで蟠虎と互角以上に渡り合えるほど。温和そうだが好戦的で凶悪な性格。蟠虎の主人であり、蟠虎に命令出来るのは彼と蛇口院だけである。
石橋三輪（いしばし みわ）
ぱんしがるの表組織であるL.L.S（生命の光教団）の女性教主。
蓮王母（れんおうぼ）
黒御所の傍に控える謎の女。
蛇口院（じゃこういん）
猿翁以外で、蟠虎を扱える唯一の女。正体不明。
久美子（くみこ）
文成の恋人。文成と共に強盗を終えてからの逃亡中、獣人・蟠虎に攫われ、生存は窮めて絶望的。
北野涼子（きたの りょうこ）
恋人であった岩倉の死の真相を探るうちにL.L.Sに辿り着き、文成と運命的な出会いを果たす。
由子（ゆうこ）
黒御所の下で、何も知らされずに仕えている女。この物語の中ではもっとも平凡なキャラ。
佐久間玄斎（さくま げんさい）
玄道師。鳳介の師匠。
有堂岳（うどう がく）
高野山の秘法“四殺”のひとつ、“金剛拳”の使い手。
青木風子（あおき ふうこ）
岳の恋人。
寿海（じゅかい）
高野山の秘法“四殺”のひとつ“飛狗”を受け継ぐ老人。玄斎の友人。
夜血（やち）
高野山の秘法“四殺”のひとつ“飛狗”を施された犬。非常に知能と身体能力が高く、人語を解す。鳳介に懐かれる。
英真（えいしん）
高野山の秘法“四殺”のひとつ“餓蟇”を秘匿された寺の住職。息子が餓蟇を持ち出して事件を起こしたため、美空に始末される。その恨みから花房財団と協力し、“飛狗”の秘密を探ろうとしている。
岩倉（いわくら）
文成に潰された過激派集団の元メンバー。

## 毒島獣太シリーズの主要登場人物
『魔性菩薩』『黄金獣』『呪禁道士／憑霊狩り』は毒島獣太を主人公とした作品群であり、「魔獣狩りシリーズ」と直接の繋がりはなく（間接的にはある）、「魔獣狩りシリーズ」の登場人物も登場しない。
毒島獣太（ぶすじま じゅうた）
気障でナルシストで女好きで超ハンサムで自己中心的な超A級サイコダイバー。絶対音感の持ち主。人の無意識、世界の秩序の音符に乗せてサイコダイブする。特技はショパン全般を楽譜を見ずに、後ろから逆に弾けること。嫌いなものは男。特に美形の男（例えば美空）。逆に女だったら、顔の美醜にかかわらず、子供から老婆まで守備範囲内。ただし、ひるこだけは論外。超絶技巧ピアニストなので、戦いの時には決して手を使わない（両手に持った石塊で相手を殴打したことはある）。多彩でトリッキーな蹴り技を得意とする。
ひるこ
おとめ（未詳）、毒島獣太のパートナーを自称する妖怪じみた老婆。その実態は呪詛を得意とする陰陽師。毒島獣太に惚れているが、いざとなったら平気で彼を囮や盾にする。人間離れした俊敏さと跳躍力を併せ持つ。毒島いわく、インチキ陰陽師で、チンパンジーに似ている。
叶雪（かのう ゆき）
人気アイドル。ある時を境に、夜には色情狂へと変貌する。その原因を探るべく、雪が所属する芸能プロダクションである愛里須エージェンシーの社長・工藤竜男が毒島にサイコダイブを依頼する。

## 新・魔獣狩りシリーズ登場人物
本シリーズでは、「魔獣狩りシリーズ」と「毒島獣太シリーズ」が融合して話が展開するため、両シリーズの主な登場人物は全て登場する（そのため登場人物が非常に多く、また、いくつもの視点で物語が語られるため、非常に複雑な構成になっている）。

## 小説
- サイコダイバー・シリーズ1 魔獣狩り 淫楽（いんらく）編 1984年2月
- サイコダイバー・シリーズ2 魔獣狩り 暗黒編 1984年7月
- サイコダイバー・シリーズ3 魔獣狩り 鬼哭（きこく）編 1984年12月
- サイコダイバー・シリーズ4 魔獣狩り外伝 聖母隠陀羅編 1986年2月
- サイコダイバー・シリーズ5 魔性菩薩（ましょうぼさつ）〈上〉 1986年8月
- サイコダイバー・シリーズ6 魔性菩薩〈下〉 1986年9月
- サイコダイバー・シリーズ7 美空曼陀羅（びくうまんだら）／魔獣狩り外伝 1987年1月
- サイコダイバー・シリーズ8 魍魎の女王（もうりょうのじょおう）〈上〉／新・魔獣狩り序曲 1987年7月
- サイコダイバー・シリーズ9 魍魎の女王〈下〉／新・魔獣狩り序曲 1987年8月
- サイコダイバー・シリーズ10 黄金獣〈上〉／淫花外法編 1988年4月
- サイコダイバー・シリーズ11 黄金獣〈下〉／秘宝争奪編 1988年7月
- サイコダイバー・シリーズ12 呪禁道士／憑霊狩り 1989年2月
- サイコダイバー・シリーズ13 新・魔獣狩り1 鬼道編 1992年7月
- サイコダイバー・シリーズ14 新・魔獣狩り2 孔雀編 1993年2月
- サイコダイバー・シリーズ15 新・魔獣狩り3 土蜘蛛編 1995年7月
- サイコダイバー・シリーズ16 新・魔獣狩り4 狂王編 1997年3月
- サイコダイバー・シリーズ17 新・魔獣狩り5 鬼神編 1998年1月
- サイコダイバー・シリーズ18 新・魔獣狩り6 魔道編 1999年4月
- サイコダイバー・シリーズ19 新・魔獣狩り7 鬼門編 2001年5月
- サイコダイバー・シリーズ20 新・魔獣狩り8 憂艮（うしとら）編 2003年5月
- サイコダイバー・シリーズ21 新・魔獣狩り9 狂龍編 2004年11月
- サイコダイバー・シリーズ22 新・魔獣狩り10 空海編 2006年11月
- サイコダイバー・シリーズ23 新・魔獣狩り11 地龍編 2008年8月
- サイコダイバー・シリーズ24 新・魔獣狩り12 完結編 倭王の城 上 2010年10月
- サイコダイバー・シリーズ25 新・魔獣狩り13 完結編 倭王の城 下 2010年10月

全て祥伝社ノン・ノベル刊。順次文庫版も発売されている。
桃園書房の『月刊小説』、祥伝社の『小説NON』、小学館の『週刊ポスト』（毒島獣太シリーズ）などに連載されていた。

## 漫画版
- 「魔獣狩り」（原作：夢枕 獏/画：青木雅彦/ヤングチャンピオンコミックス）
『ヤングチャンピオン』（秋田書店）にて、2004年No.7から2005年No.12まで連載。原作の初期3部作（1〜3巻）をほぼ忠実に再現。ただし、続編に繋がらず1冊で完結しているためにTVドラマやTVアニメの劇場版のような単体で完成度を高めるための工夫が成されており、結末に向けて原作には無いちょっとしたファンサービス的なサプライズが待っている。
- 「魔獣狩り」（原作：夢枕 獏/画：木戸嘉美/双葉社）
2001年より『漫画アクション』（双葉社）にて連載。単行本は2001年10月にアクションコミックスより発売/全1巻。
メイン主人公の九門鳳介が美少女キャラに変更され、九門鳳架（くもん ほうか）となったバージョン。文成や美空が、鳳架に萌えたりする展開が印象的。
- 「サイコダイバー毒島獣太」（原作：夢枕 獏/画：伊藤ケイイチ/講談社）
『月刊マガジンZ』（講談社）で連載された。単行本はマガジンZKCより発売。
毒島獣太が主役の漫画。

## OVA
東映ビデオより、東映VアニメレーベルのOVAとして製作・販売されている。
- サイコダイバー 魔性菩薩 （1997年5月21日発売）

発売元：東映ビデオ スタンダードサイズ/50分

### スタッフ
- エグゼクティブ・プロデューサー：山本又一朗
- 企画・プロデューサー：丸山正雄、高橋尚子、坂本雅憲
- 脚本：川村俊明、浦畑達彦
- 監督・絵コンテ：神戸守
- キャラクターデザイン・作画監督：古賀誠
- メカニックデザイン・メカ作画監督：山本正文
- 美術監督：西川涼一郎
- 撮影監督：斎藤秋男
- 音響監督：本田保則
- 音響効果：倉橋静男（サウンドボックス）
- 音楽：平間あきひこ、SORMA、TA-1
- 音楽ディレクター：小西香葉
- 制作プロデューサー：早川光相
- 助監督：小高義規
- 制作担当：みながわまもる
- 制作進行：寺田修司
- 宣伝プロデューサー：小田元浩
- アニメーション制作：マッドハウス、スタジオ・ジュニオ
- 製作：東映ビデオ、フィルムリンク・インターナショナル、グッドヒルヴィジョン

### キャスト
- 毒島獣太：中田譲治
- 叶雪：岩男潤子
- 鮎原京子：藤田淑子
- アンジェリカ：高畑淳子
- 国光：屋良有作
- 黒岩：糸博
- 工藤：阪脩
- 沢田：細井治
- 殺し屋A：曽我部和恭
- 殺し屋B：江川央生
- ソフィ：田中敦子
- ランス：園部啓一
- オペレーターA：有沢俊浩
- オペレーターB：神谷浩史
- 機械音声：中村尚子

### 主題歌・挿入歌
- 主題歌：「THE END」（作詞：月海猫、作曲：GARDEN、歌：岩男潤子）
- 挿入歌：「WARFARE-BEWARE」（作詞：月海猫&大橋ユキ、作曲：TA-1、歌：岩男潤子）

## オーディオブック
Audibleによりオーディオブックのデータが配信。
- 木村昴のナレーションで2017年7月から2020年8月までに1～12作目まで配信。
- 比嘉良介のナレーションで2020年9月から2022年2月までに13～25作目（新・魔獣狩りの1～13）まで配信。